# Sian Heder
Siân Heder, född 23 juni 1977 i Cambridge i Massachusetts, är en amerikansk filmregissör, manusförfattare och producent. 
Heder skrev manus och regisserade dramakomedin CODA (2021) som bland annat tilldelades tre Oscars varav Heder fick en Oscar för bästa manus efter förlaga.

## Filmografi i urval
- 2016 – Tallulah (regi och manus)
- 2020–2021 – Little America (TV-serie) (regi, manus och produktion
- 2021 – CODA (regi och manus)